# شيرلي ميتشيل
شيرلي ميتشيل (بالإنجليزية: Shirley Mitchell)‏ هي إذاعية وممثلة أمريكية، ولدت في 4 نوفمبر 1919 في توليدو في الولايات المتحدة، وتوفيت في 11 نوفمبر 2013 في ويستوود في الولايات المتحدة بسبب قصور القلب.

## أعمال

### مسلسلات
- أنا أحب لوسي

## وصلات خارجية
- شيرلي ميتشيل على موقع IMDb (الإنجليزية)
- شيرلي ميتشيل على موقع قاعدة بيانات الفيلم (الإنجليزية)